# Pherusa incerta
Pherusa incerta är en ringmaskart som först beskrevs av Augener 1918.  Pherusa incerta ingår i släktet Pherusa och familjen Flabelligeridae. Inga underarter finns listade i Catalogue of Life.